# Румунська хокейна ліга 2019—2020
Румунська хокейна ліга 2019—2020 — 90-й розіграш чемпіонату Румунської хокейної ліги. Регулярний чемпіонат стартував у вересні 2019 року, через пандемію COVID-19 сезон не дограли. У сезоні 2019—20 брали участь сім клубів.

## Регулярний сезон
| М  | Команда                          | І  | В  | ВО | ПО | П  | Ш       | О  |
| -- | -------------------------------- | -- | -- | -- | -- | -- | ------- | -- |
| 1. | «Дунеря» (Галац)                 | 26 | 24 | 0  | 1  | 1  | 217:52  | 73 |
| 2. | СК «Меркуря-Чук»                 | 30 | 22 | 2  | 2  | 4  | 236:70  | 72 |
| 3. | СК «Прогрим Георгень» (Георгень) | 32 | 19 | 3  | 2  | 8  | 205:99  | 65 |
| 4. | АСК «Корона» (Брашов)            | 25 | 14 | 3  | 2  | 6  | 181:62  | 50 |
| 5. | «Стяуа» (Бухарест)               | 30 | 12 | 0  | 1  | 17 | 190:150 | 37 |
| 6. | Сапієнтія U23                    | 33 | 7  | 0  | 0  | 26 | 105:246 | 21 |
| 7. | «Спортул» (Бухарест)             | 36 | 0  | 0  | 0  | 36 | 51:506  | 0  |

Джерело: eurohockey

Скорочення: М = підсумкове місце, І = ігри, В = перемоги, ВО = перемога в овертаймі або по булітах, ПО = поразки в овертаймі або по булітах, П = поразки, Ш = закинуті та пропущені шайби, О = набрані очки